# التامانت (مریلند)
التامانت، مریلند (به انگلیسی: Altamont, Maryland) یک منطقهٔ مسکونی در ایالات متحده آمریکا است که در مریلند واقع شده‌است.